# Angélica Neto
Angélica Neto é uma cantora lírica soprano portuguesa.
Estudou no Conservatório de Música do Porto. Trabalhou com José Luís Borges Coelho (Coral de Letras da Universidade do Porto) e com Rudolf Knoll (Cursos de Música da Cidade do Porto). Foi galardoada no Concurso Internacional de Canto no Festival Teeside em Inglaterra.
É desde 1987 elemento efectivo do coro do Teatro Nacional de São Carlos, tendo participado como solista em várias obras executadas por aquela instituição (Idomeneo e Le nozze di Figaro de Mozart, La Traviata de Verdi, Madame Butterfly e Suor Angelica de Puccini, Hymn to St.Cecilia de Benjamin Britten, Chichester Psalms de Leonard Bernstein).
É um dos elementos fundadores do Scherzo Ensemble (Opereta e Zarzuela) e das Vozes da Broadway (Cole Porter, George Gershwin, Jerome Kern, Tom Jobim).
Como solista, Angélica Neto foi acompanhada nos principais palcos nacionais por várias orquestras e ensembles tais como a Orquestra Sinfónica Portuguesa, a Orquestra Nacional do Porto, a Orquestra Metropolitana de Lisboa, a Orquestra Filarmonia das Beiras, o Grupo de Música Contemporânea de Lisboa, o Coro do Teatro Nacional de São Carlos, o Coro Ricercare, o Coro Olisipo, sob a direcção de João Paulo Santos, Vasco Azevedo, Osvaldo Ferreira, António Lourenço, Armando Possante, Saraswati, Giuliano Carella, Giovanni Andreoli, Christopher Bochmann, Brian Schembri e Marc Tardue.

## Repertório

### Clássico
- A Criação de Haydn
- Gloria de Vivaldi
- Magnificat de J.S.Bach
- Missa em si menor de J.S.Bach
- Septenário de José Joaquim dos Santos
- Stabat Mater de José Joaquim dos Santos
- Bastien und Bastienne de Mozart
- Missa em dó menor K427 de Mozart
- Requiem de Mozart
- Missa solemnis de Beethoven
- Schottische Lieder de Beethoven
- Petite Messe Solennelle de Rossini
- Via Crucis de Liszt
- Requiem de Verdi
- Ein deutsches Requiem de Brahms
- Dextera Dominum de Cesar Franck
- Oratória de Natal de Saint-Saens
- Stabat Mater de Antonin Dvorak
- Requiem de Antonin Dvorak
- Peer Gynt - Solveig de Grieg
- Viúva alegre de Franz Lehár
- O Morcego de Franz Lehár
- Carmina Burana de Carl Orff
- Requiem de Maurice Duruflé
- Stabat Mater de Francis Poulenc
- Peer Gynt de Werner Egk

### Contemporâneo estreado
- Recitativo II de Jorge Peixinho (estreia)
- Libentíssimo I de Luís Bragança Gil (estreia)
- Libentíssimo II de Luís Bragança Gil (estreia)
- Magnificat em Talha Dourada de Eurico Carrapatoso (estreia)
- Horto Sereníssimo de Eurico Carrapatoso (estreia)
- Motetes para um Tempo de Paixão de Eurico Carrapatoso (estreia)
- O Lobo Diogo e o Mosquito Valentim de Eurico Carrapatoso (estreia)
- A Floresta de Eurico Carrapatoso (estreia)
- Três poemas eróticos de Eurico Carrapatoso (estreia)
- Dois poemas de Miguel Torga de Eurico Carrapatoso (estreia)
- Lembranças de Jesús Legido (estreia)
- A morte de Luís II da Baviera de Eurico Carrapatoso (estreia)

### Contemporâneo solado
- Cinq Rechants de Olivier Messiaen
- Dez vocalizos para Leonor e arcos de Eurico Carrapatoso
- Duas porcelanas musicais de Eurico Carrapatoso
- Música toda lampeira de Eurico Carrapatoso
- Cinco melodias em forma de Montemel de Eurico Carrapatoso
- Melodias em forma de bruma de Eurico Carrapatoso
- Eu... de Eurico Carrapatoso
- Words of the Angel de Ivan Moody
- Sentimento de um Ocidental de Nuno Côrte-Real

## Palcos principais
- Teatro Nacional de São Carlos
- Teatro Nacional de São João
- Casa da Música do Porto
- Centro Cultural de Belém
- Culturgest
- Centro ACARTE
- Aula Magna da Reitoria de Lisboa
- Teatro de São Luiz
- Auditório da ONP (Claustros do Mosteiro de São Bento da Vitória no Porto)
- Teatro Aberto
- Teatro Aveirense
- Teatro Viriato
- Teatro de Vila Real
- Igreja de São Roque em Lisboa
- Igreja do Loreto em Lisboa
- Basílica dos Mártires em Lisboa
- Igreja de São Domingos em Lisboa
- Igreja da Misericórdia em Viana do Castelo

## Discografia
- Magnificat em Talha Dourada de Eurico Carrapatoso, CD Dargil, Colecção Diálogos DI 00004 2 (2005)[1]